# Rationaler Punkt
In der algebraischen Geometrie, einem Teilgebiet der Mathematik, bezeichnet man als rationale Punkte klassisch die Punkte mit rationalen Koordinaten in einer durch Polynome mit rationalen Koeffizienten definierten algebraischen Varietät. Im modernen Zugang zur algebraischen Mathematik nach Grothendieck definiert man rationale Punkte eines Schemas als Ringhomomorphismen des Schemas in die rationalen Zahlen.
Zahlreiche klassische Probleme der Zahlentheorie lassen sich als Suche nach rationalen Punkte auf Kurven interpretieren. Zum Beispiel ist der große Satz von Fermat äquivalent dazu, dass es für {\displaystyle n\geq 3} auf der durch die Gleichung {\displaystyle x^{n}+y^{n}=1} gegebenen Kurve außer den trivialen Lösungen {\displaystyle (1,0)} und {\displaystyle (0,1)} sowie bei geraden Exponenten {\displaystyle (-1,0),(0,-1)} keine weiteren rationalen Punkte gibt.

## Klassische Definition
Sei {\displaystyle k} ein Körper, zum Beispiel {\displaystyle k=\mathbb {Q} } der Körper der rationalen Zahlen, und {\displaystyle K} sein algebraischer Abschluss. Eine affine Varietät über {\displaystyle k} besteht aus den gemeinsamen Nullstellen von Polynomen mit Koeffizienten in {\displaystyle k}:
{\displaystyle X=\left\{(x_{1},\ldots ,x_{n})\in K^{n}\colon f_{1}(x_{1},\ldots ,x_{n})=0,\ldots ,f_{r}(x_{1},\ldots ,x_{n})=0\right\}}.
Ein {\displaystyle k}-rationaler Punkt von {\displaystyle X} ist ein Punkt von {\displaystyle X}, der zu {\displaystyle k^{n}} gehört.

### Beispiel
Die rationalen Punkte des durch das Polynom
{\displaystyle f(x,y)=x^{2}+y^{2}-1}
definierten Einheitskreises sind die Punkte
{\displaystyle \left({\frac {m^{2}-n^{2}}{m^{2}+n^{2}}},{\frac {2mn}{m^{2}+n^{2}}}\right)}
mit {\displaystyle (m,n)\in \mathbb {Z} ^{2}\setminus \left\{(0,0)\right\}}, siehe pythagoreische Zahlentripel.

## Moderne Definition
Sei {\displaystyle X} ein affines Schema, d. h., das Spektrum eines Ringes {\displaystyle R}. Für ein anderes Schema {\displaystyle Y} bezeichnet man als {\displaystyle Y}-wertige Punkte von {\displaystyle X} die Schemamorphismen {\displaystyle Y\to X}, im Fall {\displaystyle Y=Spec(S)} also die Ringhomomorphismen {\displaystyle R\to S}.
Insbesondere bezeichnet man für einen Körper {\displaystyle k} und {\displaystyle Y=Spec(k)} die {\displaystyle Y}-wertigen Punkte eines Schemas {\displaystyle X} als {\displaystyle k}-rationale Punkte von {\displaystyle X}.

### Beispiel
Für das Schema {\displaystyle X=Spec(R)} mit
{\displaystyle R=\mathbb {Z} \left[x,y\right]/(x^{2}+y^{2}-1)}
hat man mit {\displaystyle Y=Spec(\mathbb {Q} )} die {\displaystyle \mathbb {Q} }-rationalen Punkte entsprechend den Elementen in {\displaystyle Hom(R,\mathbb {Q} )}.
Der im vorherigen Abschnitt betrachtete rationale Punkt {\displaystyle \left({\frac {m^{2}-n^{2}}{m^{2}+n^{2}}},{\frac {2mn}{m^{2}+n^{2}}}\right)} entspricht dabei dem Ringhomomorphismus {\displaystyle R\to \mathbb {Q} }, der {\displaystyle x} auf {\displaystyle {\frac {m^{2}-n^{2}}{m^{2}+n^{2}}}} und {\displaystyle y} auf {\displaystyle {\frac {2mn}{m^{2}+n^{2}}}} abbildet.